# Dick Tonks
Richard Dick William Tonks, novozelandski veslač in trener, * 21. februar 1951, Wanganui, Manawatu-Wanganui.
Tonks je za Novo Zelandijo nastopil na Poletnih olimpijskih igrah 1972 v Münchnu, kjer je veslal v četvercu brez krmarja, ki je tam osvojil srebrno medaljo. Po končani športni karieri se je posvetil trenerstvu. Pod njegovim vodstvom so se razvili mnogi uspešni novozelandski veslači, med katerimi so tudi dobitniki olimpijskih medalj Phillippa Baker, Brenda Lawson, Rob Waddell ter Caroline in Georgina Evers-Swindell. Kot trener se je udeležil Poletnih olimpijskih iger 1996 v Atlanti ter  Poletnih olimpijskih iger 2004 v Atenah.